# پال کلی
پال کلی (انگلیسی: Paul X. Kelley; ۱۱ نوامبر ۱۹۲۸ – ۲۹ دسامبر ۲۰۱۹) ژنرال سپاه تفنگداران دریایی ایالات متحده آمریکا بود، که در فاصله سال‌های ۱۹۸۳ تا ۱۹۸۷ به‌عنوان بیست و هشتمین فرمانده سپاه تفنگداران دریایی فعالیت می‌کرد.
کلی فعالیت نظامی را از سال ۱۹۵۰ در سپاه تفنگداران دریایی آمریکا آغاز کرد، از ۱۹۷۱ تا ۱۹۷۳ فرمانده هنگ ۱ تفنگداران دریایی بود، از ۱۹۷۴ تا ۱۹۷۷ به‌عنوان فرمانده لشکر ۴ تفنگداران دریایی فعالیت می‌کرد، از ۱۹۷۷ تا ۱۹۸۰ فرماندهی نیروی ویژه مشترک استقرار سریع را برعهده داشت و از ۱۹۸۱ تا ۱۹۸۳ جانشین فرمانده سپاه تفنگداران دریایی بود.